# Martín Palermo
Martín Palermo (La Plata, 7 november 1973) is een voormalig Argentijns voetballer en huidig voetbaltrainer. Als voetballer won Palermo met Boca Juniors acht internationale prijzen, waaronder tweemaal de CONMEBOL Libertadores en eenmaal de Intercontinental Cup.

## Voetballoopbaan
Palermo begon zijn carrière bij Estudiantes de La Plata in Argentinië. In het seizoen 1995/96 brak hij door met zeventien doelpunten in zevenentwintig wedstrijden. Een jaar later verhuisde hij naar Boca Juniors, samen met River Plate de populairste en grootste club van Argentinië. In vier seizoenen scoorde hij daar eenentachtig doelpunten en werd hij 1998 verkozen tot Zuid-Amerikaans voetballer van het jaar. Dit leverde hem medio seizoen 2001/02 een transfer op naar het Spaanse Villareal. Daar raakte hij echter al snel op bizarre wijze geblesserd. Bij het vieren van een doelpunt bezweek onder het gewicht van uitzinnige Villareal-supporters een muurtje, waar Palermo op stond. Hij kon twee maanden niet voetballen omdat hij hierbij twee botten in zijn linkervoet brak.
In twee en een half seizoen scoorde hij een magere achttien doelpunten in zeventig wedstrijden. In seizoen 2003/04 vertrok Palermo naar Real Betis. Hij speelde er elf wedstrijden en scoorde twee keer. Datzelfde seizoen werd hij uitgeleend aan Deportivo Alavés, waar hij in veertien wedstrijden drie keer scoorde. In 2004 keerde Palermo terug naar Boca Juniors waar hij de status kreeg van een levende legende. Hij kreeg onder anderen wereldwijde bekendheid met een doelpunt van eigen helft. Ook scoorde hij een keer van grote afstand met zijn hoofd. Hij werd acht keer topschutter van de club en verbrak daarmee het ongeveer tachtig jaar oude record van Pedro Calomino.
Palermo was een sterke spits, die het vooral moest hebben van zijn kopkracht. Hij speelde vijftien interlands voor Argentinië en scoorde daarin negen keer. In 2009 kwam de spits onder bondschoach Maradona weer in beeld bij de nationale ploeg, tot verbazing van de buitenwereld. In de kwalificatiereeks voor het WK 2010 maakte Palermo in de stromende regen een heroïsch doelpunt. Dankzij die treffer won Argentinië van Peru en kwalificeerde het zich op het laatste moment voor het WK voetbal in Zuid-Afrika. Op het WK scoorde Palermo in de derde groepswedstrijd de 2–0 voor Argentinië.

## Wereldrecord
Palermo heeft ook een wereldrecord in handen. In het toernooi om de Copa América van 1999 miste hij drie strafschoppen in de groepswedstrijd, gespeeld op 4 juli 1999, tegen Colombia. De eerste ging tegen de lat, de tweede ging hoog over en de derde werd gestopt door doelman Miguel Ángel Calero.

## Erelijst
Als speler
 Estudiantes
- Primera B Nacional (1): 1994/95

 Boca Juniors
- Primera División (6): 1998 Apertura, 1999 Clausura, 2000 Apertura, 2005 Apertura, 2006 Clausura, 2008 Apertura
- Intercontinental Cup (1): 2000
- CONMEBOL Libertadores (2): 2000, 2007
- CONMEBOL Sudamericana (2): 2004, 2005
- CONMEBOL Recopa (3): 2005, 2006, 2008